# 多裂黄檀
多裂黄檀（学名：Dalbergia rimosa）为豆科黄檀属下的一个种。

## 扩展阅读
- 維基物種上的相關：多裂黄檀